# Mật chiến
Mật chiến là phim Trung Quốc 2009 đạo diễn bởi đạo diễn Mục Đức Viễn, Vương Nhan là nhà sản xuất, với sự tham gia diễn xuất của Lưu Giai, Vương Sách, Mặc Dương, Lý Ấu Bân , phim được phát sóng vào ngày 17 tháng 11 năm 2009 trên kênh CCTV1 .

## Nội dung
Đội trưởng trinh sát Lưu Chí Quân dẫn đầu trong việc thực hiện các hoạt động gián điệp vô tình phát hiện ra có người ăn cắp bản quyền thiết kế vệ tinh của quốc gia. Cục an ninh đã nhận được chỉ thị của chính quyền trung ương, thành lập một nhóm điều tra đặc biệt...

## Diễn viên
Lưu Giai vai Võ Mai
Cô là Chuyên gia phân tích hành vi và khoa học dấu vết cao cấp của Cục an ninh tỉnh. Cô ấy có nhiều kinh nghiệm trong việc xử lý các vụ án, đã giải quyết vô số vụ án, và là người bình tĩnh. Tích lũy nhiều năm kinh nghiệm xử lý các vụ án đã giúp cô phát triển kỹ năng quan sát tỉ mỉ, giỏi nắm bắt những thay đổi tinh tế trong cảm xúc của con người, và một câu nói tưởng chừng như bình thường lại có thể khơi dậy tinh thần cảnh giác của Võ Mai .
Vương Sách vai Lưu Chí Quân
Cứng rắn, cố chấp, điều tra viên tội phạm cứng nhắc, Kiên trì với sự nghiệp bảo vệ an ninh Tổ quốc, anh chỉ có thể giấu thân phận vô danh vì sự nghiệp của chính mình và trở thành anh hùng hậu trường .
Mặc Dương vai Bàng Kiếm
Cảnh sát trẻ thành thạo công nghệ thông tin. So với Võ Mại và Lưu Chí Quân, anh không có kinh nghiệm làm việc ở tuyến đầu, vì vậy anh không có nhiều cảm giác khủng hoảng.
Lý Ấu Bân vai Đường Chính Cương
Cục trưởng cục bảo mật.
Thạch Lương vai Chu Húc
Kỹ sư trưởng Viện 19.
Tổ Phong vai Hồ Điệp
Sát thủ. Đặc điểm nhận diện đầu tiên là sự ổn định, không bao giờ vội vã hay hoảng sợ, không bị bất ngờ trước mọi việc, kể cả khi đối phương chĩa súng vào mình. Thứ hai là tàn nhẫn, giết người không chớp mắt. Một nụ cười xuất hiện trước khi án mạng xảy ra, và một phát súng bất ngờ được bắn ra trong khi mỉm cười .
Hậu Diệu Hoa vai Lâm Hiếu Liêm
Gián điệp kỳ cựu Tân Dương.
Quan Hiểu Đồng vai Chu Đình Đình
Chu Húc, cháu gái của Võ Mai .
Chu Lý Kinh vai Ngân Hồ
Tổng chỉ huy tổ chức gián điệp.
Trương Diễm Diễm vai Thạch Trúc
kỹ sư của Viện 19 tham gia vào sự phát triển của Star Communication 6, em họ của La Bình.

## Phát sóng
| Ngày                 | Thời gian | Kênh              | Ghi chú     |
| -------------------- | --------- | ----------------- | ----------- |
| 17 tháng 11 năm 2009 | 20:00     | CCTV-1            | [ 8 ] [ 9 ] |
| 22 tháng 12 năm 2009 | 20:00     | Tứ Xuyên TV       | [ 8 ] [ 9 ] |
| 22 tháng 12 năm 2009 | 20:00     | Giang Tây TV      | [ 8 ] [ 9 ] |
| 22 tháng 12 năm 2009 | 20:00     | Hắc Long Giang TV | [ 8 ] [ 9 ] |
| 22 tháng 12 năm 2009 | 20:00     | Liêu Ninh TV      | [ 8 ] [ 9 ] |
| 16 tháng 2 năm 2012  | 19:15     | CCTV-4            | [ 8 ] [ 9 ] |

## Giải thưởng
Ngày 23 tháng 8 năm 2011, phim được đề cử giải Phi thiên cho phim truyền hình xuất sắc nhất .